# Our Happy Hardcore
Our Happy Hardcore (с англ. — «Наш счастливый Хардкор», «Наш весёлый Хардкор») — второй альбом группы Scooter, вышедший 28 марта 1996 года. Диск включил в себя синглы — «Back In The U.K.», «Let Me Be Your Valentine» и «Rebel Yell».
Запись альбома и синглов происходила в новой для группы студии в Гамбурге.
Our Happy Hardcore стал первым CD-Extra, выпущенным для немецких исполнителей. В мультимедиа представлены фотографии, биография, информация о группе и съёмках клипов.
Первый сингл с альбома, «Back In The U.K.», вышел в Ирландии под названием «Back In The Ireland». Это была первая запись группы в Гамбурге — до этого группа работала в Ганновере.
10 треком в альбом вошёл би-сайд «Crank It Up» с сингла «Back In The U.K.».

## Песни
«Rebel Yell» — кавер-версия одноимённой песни Билли Айдола. Это была первая рок-песня в истории, исполненная представителем электронной музыки.
«Last Minute» содержит проигрыш «Хава Нагила».
Композиция «Hysteria» — кавер-версия «Hysteria (There’s No Reason To Be Disturbed)» by Hysteria.
В «Back In The UK» — использованы семплы из британского телесериала мисс Марпл, композитор Рон Гудвин.
Трек «Experience» основан на неизданном ремиксe Scooter of «Angeli Domini» by Datura

## Список композиций
Музыка, слова, аранжировка — Эйч Пи Бакстер, Рик Джордан, Феррис Бюллер, Йенс Теле. Текст — Эйч Пи Бакстер. Rebel Yell (Билли Айдол, Стив Стивенс)
1. Let Me Be Your Valentine (5:43) (Я хочу быть твоим Валентином)
2. Stuttgart (4:53) (Штутгарт)
3. Rebel Yell (3:58) (Протестующий стон)
4. Last Minute (2:58) (Последняя минута)
5. Our Happy Hardcore (5:26) (Наш веселый хардкор)
6. Experience (4:56) (Опыт)
7. This Is A Monstertune (4:23) (Этот чудовищный звук)
8. Back In The U.K. (3:26) (Назад в Соединённое Королевство)
9. Hysteria (5:18) (Истерия)
10. Crank It Up (4:09) (Разнеси это к чертям)

Our Happy Hardcore «CD Extra»
- + Multimedia part with game, biography, photos etc…

Our Happy Hardcore (Vinyl Album)
- A 1,2,3,4,5
- B 1,2,3,4,5

Happy Hardcore Clips …And The Show Goes On! (VHS)
1. Welcome To The Scooter Studio (5:09)
2. Hyper Hyper (3:37)
3. Move Your Ass (3:55)
4. Friends (3:47)
5. Endless Summer (3:55)
6. Back In The U.K. (3:25)
7. Let Me Be Your Valentine (3:47)
8. Rebel Yell (1st version) (3:42)
9. MTV Megamix (4:06)
10. Making Of Back In The U.K. (3:01)
11. Making Of Let Me Be Your Valentine (3:06)
12. Making Of Rebel Yell (2:14)

## Награды и места в чартах
«Our Happy Hardcore» получил 3 золотых и 1 платиновую записи, а также попал в число 50 лучших в хит-парадах 10 стран.
- Венгрия —  Платина,  Золото, 1
- Чехия —  Золото
- Польша —  Золото
- Великобритания — 24
- Финляндия — 8
- Ирландия — 8
- Швейцария — 9
- Австрия — 16
- Германия — 17
- Швеция — 31

## Синглы
В качестве синглов вышли 3 композиции с альбома — «Back In The U.K.», «Let Me Be Your Valentine» и «Rebel Yell». К первым двум в дополнение вышли ремикс-синглы.
Примечание. В таблице под названием сингла указан номер в каталоге «Edel».
| Название                                                       | Треклист | Награды |
| -------------------------------------------------------------- | --- | --- |
| Back In The U.K. (1995) Art. Nr.: 0061955CLU                   | 1. «Back In The U.K. (Long Version)» (05:24) 2. «Back In The U.K. (Radio Version)» (03:25) 3. «Unity Without words (Pt.2)» (05:30) 4. «Crank it up» (04:08) CD single (2-track) 1. «Back In The U.K. (Radio version)» (3:25) 2. «Back In The U.K. (Long version)»(5:24)                           | - Германия — , 4 - Швейцария — 6 - Австрия — 8 - Финляндия — 17 - Великобритания — 13 - Нидерланды — 29 - Швеция — 39 - Франция — 62 |
| Back In The U.K. — Remixes (1996) Art. Nr.: 0062225CLU         | 1. «Back In The U.K. (Tom Wilson Remix)» (05:49) 2. «Back In Villabajo» (05:58) 3. «Back In The U.K. (Double M`s Bassss Mix)» (07:13) 4. «Back In Kellys Mix (Paddy Frazer Mix)» (06:44) 5. «Back In The U.K. (Double M`s Bassss Dub Mix)» (7:13)                                                 | |
| Back In Ireland (1996) Только для Ирландии                     | 1. «Back In Ireland (Long Version)» (05:24) 2. «Back In Ireland (Radio Version)» (03:25) 3. «Unity Without words (Pt.2)» (06:28) 4. «Crank it up» (04:08) | - Ирландия — , 4 |
| Let Me Be Your Valentine (1996) Art. Nr.: 0062275CLU           | 1. «Let me Be Your Valentine (The Complete Work)» (05:42) 2. «Let me Be Your Valentine (Edit)» (03:47) 3. «Eternity» (05:19) 4. «The Silence of T. 1210 Mk II» (01:31) CD single (2-track) 1. «Let me Be Your Valentine (Edit)» (03:47) 2. «Let me Be Your Valentine (The Complete Work)» (05:42) | - Нидерланды — 7 - Австрия — 9 - Ирландия — 9 - Германия — 14 - Швейцария — 23 - Франция — 45                                        |
| Let Me Be Your Valentine — Remixes (1996) Art. Nr.: 0062440CLU | 1. «Commander Tom Remix» (08:04) 2. «Itty-Bitty Boozy-Woozy`s Blue Mega Blast» (06:23) 3. «Simon & Shahin Remix» (05:21) | |
| Rebel Yell (1996) Art. Nr.: 0062575CLU                         | 1. «Rebel Yell (Radio Edit)» (03:41) 2. «Rebel Yell (Extended Mix)» (04:44) 3. «Euphoria» (03:57) CD single (2-track) 1. «Rebel Yell (Radio Edit)» (03:41) 2. «Euphoria» (03:57) | - Ирландия — , 3 - Австрия — 7 - Израиль — 7 - Германия — 8 - Финляндия — 8 - Швейцария — 17 - Великобритания — 30 - Швеция — 42     |